# El Pangui (canton)
El Pangui est un canton d'Équateur situé dans la province de Zamora-Chinchipe.